# Scopula desita
Scopula desita är en fjärilsart som beskrevs av Walker 1861. Scopula desita ingår i släktet Scopula och familjen mätare. Inga underarter finns listade.